# Lista Serbia
La Lista Serbia (en serbio: Српска листа, romanizado: Srpska lista, en albanés: Lista Serbe) es un partido político de la minoría serbia en Kosovo. Actualmente es el partido serbio dominante en la política de Kosovo, ya que cuenta con los diez escaños de la Asamblea reservados a esta comunidad. El partido mantiene estrechos vínculos con el Gobierno de Serbia, dirigido por el Partido Progresista Serbio y el presidente Aleksandar Vučić.

## Historial electoral
| Año  | Votos  | %    | Escaños | Gobierno  |
| ---- | ------ | ---- | ------- | --------- |
| 2014 | 38 199 | 5,22 | 9/120   | Coalición |
| 2017 | 44 578 | 6,12 | 9/120   | Coalición |
| 2019 | 53 861 | 6,40 | 10/120  | Coalición |
| 2021 | 44 404 | 5,09 | 10/120  | Coalición |